# Hieracium cajanderi
Hieracium cajanderi es una especie de planta con flor del género Hieracium, de la familia Asteraceae, orden Asterales.

## Distribución
Hieracium cajanderi se distribuye por Rusia europea.

## Taxonomía
Fue descrita científicamente por Norrl. Fue publicada en A.J.Mela, Suom. Kasvio, ed. 5: 690 (1906).